# 1919年华盛顿种族骚乱

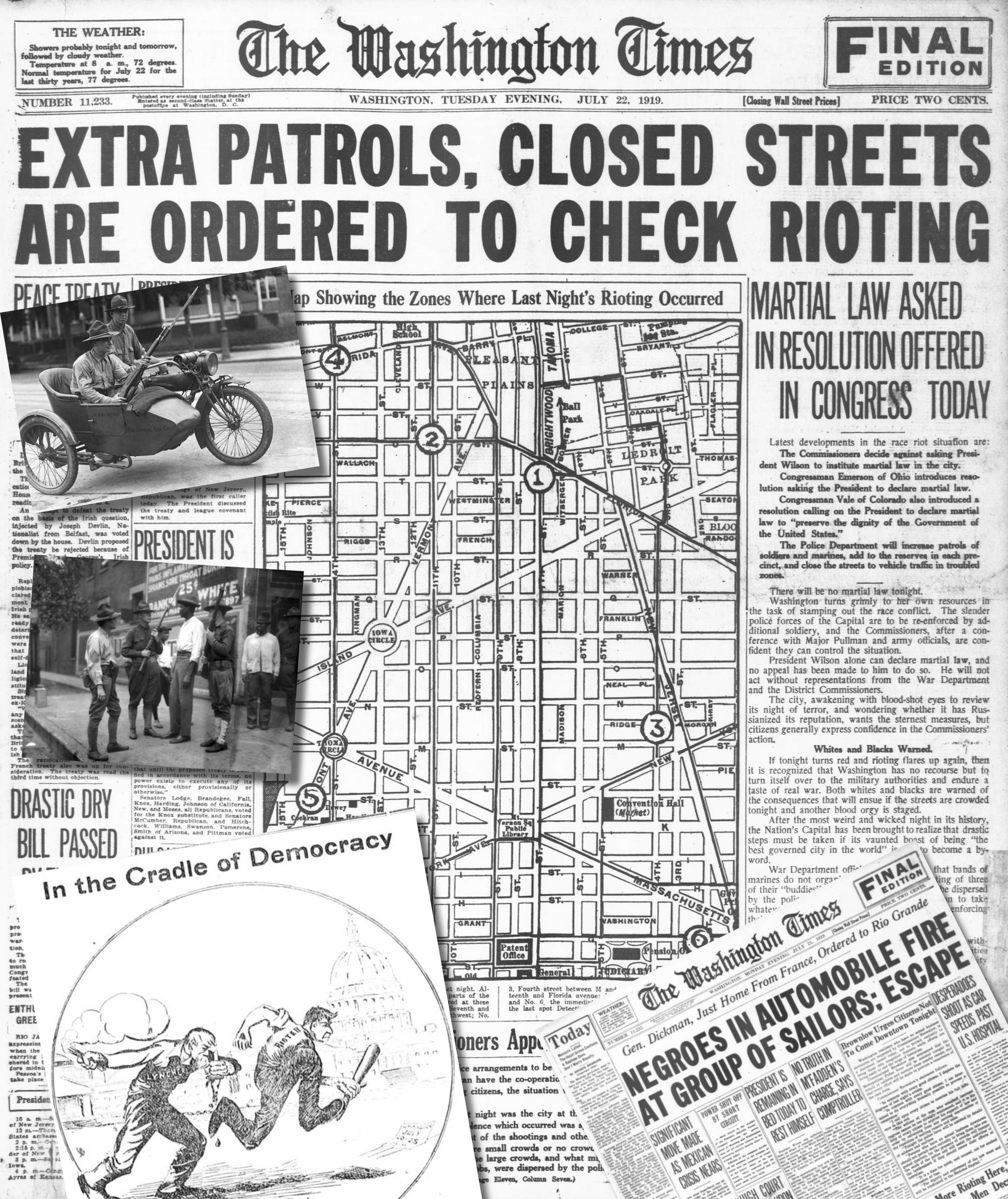
1919年華盛頓種族騷亂的相關報導

1919年华盛顿种族骚乱是1919年7月19日至1919年7月24日期間在美國华盛顿哥伦比亚特区发生的一起骚乱，也是1919年红色夏季期間的一起種族衝突。當時有傳聞一名白人妇女被一名黑人男子強姦，隨後該黑人男子被逮捕。从7月19日起，許多白人男子開始對黑人以及黑人經營的企业打砸搶燒。与此同时包括华盛顿邮报在内的四家由白人控制的地方报纸呼籲白人挺身而出清洗黑人。由於警察拒绝干预此次騷亂，許多黑人自發對白人發動反击。受騷亂影響，華盛頓當地的酒吧和剧院被關閉。
由於場面失控，最終美國总统伍德罗·威尔逊讓2,000名联邦军队士兵重新控制華盛頓。 此次騷亂共造成15人死亡：其中至少有10名白人，這當中2人還是警察； 此外有5名黑人在此次騷亂中死亡。騷亂中有50人身受重傷，另有100人伤势较轻。在整個20世纪白人针对黑人發起的暴動中，白人死亡人数超过黑人的暴乱並不多見，而此次騷亂就是其中之一。 